# 民族大学站
民族大学站是南宁轨道交通1号线的地铁车站，位于中华人民共和国广西壮族自治区南宁市西乡塘区大学东路与新村大道交叉口地下，横跨新村大道和下雷路。该站在2016年12月28日南宁轨道交通1号线西段通车时开放载客，设有3个出入口和1个岛式站台。

## 设施

### 结构
民族大学站设有2层，地面为出入口，地下一层为站厅，地下二层为1号线月台（往石埠／火车东站）的位置。
| 地面     | 出入口                    | 出入口                   |
| 地下一层 | 大堂                      | 客服中心、商店、自助服務 |
| 地下二层 |                           | █ 1号线列車往石埠方向    |
| 地下二层 | 島式月台                  |                          |
| 地下二层 | █ 1号线列車往火车东站方向 |                          |

### 出入口
民族大学站形似狹長的方形，設有3個出入口，其中A出入口设有无障碍电梯。
| 出口編號            | 建議前往的目的地                                                                                                   |
| ------------------- | --- |
| A出入口             | 大学西路、下均路、新村路、西宁路、广西蚕业科学研究院家属生活区、广西经济作物种子种苗繁育中心                       |
| B出入口             | 大学西路、新村大道、西明二路、广西交通运输学校、南宁市外国语学校、广西航运学校、广西中华文化学院、广西社会主义学院 |
| C出入口             | 大学东路、下雷路、广西民族大学、广西机电职业技术学院、相思湖国际大酒店                                             |
| 注： 設有无障碍电梯 | |

## 服务及接驳公交
地铁1号线工作日高峰时段7∶30至9∶00、17∶30至19∶30、节假日行车间隔为6分30秒，工作日的其余时段行车间隔为7分钟。

从民族大学站开往火车东站的首班车在每天上午6时32分开出，末班车在每天晚上22时39分开出；开往石埠站的首班车在每天上午6时59分开出，而末班车则在每天晚上23时14分开出。
乘客可在本站周围换乘南宁公交4、54、55、58、66、76、83、204、207、222、605、804、805、W5、K1、环2线等16条公交线路。